# Albendazol
Albendazol (albendazole) – lek przeciwpasożytniczy o szerokim zakresie działania, będący pochodną benzimidazolu, stosowany w infestacji obleńcami i niektórymi płazińcami.

## Mechanizm działania
Działanie albendazolu polega na hamowaniu polimeryzacji tubuliny. Stwierdzono również, że jest inhibitorem specyficznej dla robaków reduktazy fumaranowej. Albendazol jest aktywny wobec nicieni: owsika ludzkiego, włosogłówki ludzkiej, glisty ludzkiej, tęgoryjca dwunastnicy, tęgoryjca amerykańskiego, węgorka jelitowego oraz niektórych tasiemców.

## Farmakokinetyka
Albendazol słabo wchłania się z przewodu pokarmowego. Posiłek zwiększa jego wchłanianie. Niewielka część albendazolu jest metabolizowana do sulfotlenku albendazolu, nim lek osiągnie krążenie ogólne. Maksymalne stężenie metabolitu w osoczu występuje po około 2–5 godzinach od podania preparatu. Sulfotlenek albendazolu w 70% wiąże się z białkami osocza, jego T1/2 wynosi 8–12 godzin. Albendazol jest wydalany z moczem i żółcią.

## Wskazania
Leczenie pojedynczych lub mieszanych inwazji wywołanych przez owsika ludzkiego, włosogłówkę ludzką, glistę ludzką, tęgoryjca dwunastniczego, tęgoryjca amerykańskiego, węgorka jelitowego oraz tasiemca nieuzbrojonego i tasiemca uzbrojonego. Stosowany także w giardiozie.
W USA albendazol zarejestrowany jest przez FDA wyłącznie do leczenia wągrzycy i torbieli bąblowca.

## Przeciwwskazania
U kobiet w wieku rozrodczym stosowanie leku należy ograniczyć do pierwszego tygodnia od menstruacji. Albendazolu nie stosuje się u dzieci poniżej 2. roku życia.

## Interakcje
W trakcie jednoczesnego stosowania deksametazonu, prazykwantelu lub cymetydyny zwiększa się stężenie albendazolu w osoczu.

## Działania niepożądane
Działania niepożądane występujące w trakcie leczenia albendazolem są minimalne. Najczęstsze z nich to:
- bóle głowy
- objawy dyspeptyczne
- zwiększenie aktywności enzymów wątrobowych
- leukopenia, sporadycznie granulocytopenia, pancytopenia.

Rozpad wągrów tasiemca uzbrojonego może wywołać reakcje alergiczne.

## Przedawkowanie
Nieznane jest swoiste antidotum; w przypadku przedawkowania zaleca się leczenie objawowe.

## Stosowanie w okresie ciąży i laktacji
Kategoria C. Nie stosować w ciąży: albendazol wywiera szkodliwe działanie na płód i powoduje wady rozwojowe u zwierząt. W trakcie leczenia oraz 4 tygodnie po jego zakończeniu należy stosować skuteczne metody antykoncepcji, a przed leczeniem wykonać test ciążowy. Zaleca się ostrożność w okresie karmienia piersią.

## Dawkowanie
W przypadku zarażenia owsikiem, włosogłówką, glistą, tęgoryjcem dwunastnicy stosuje się jednorazową dawkę leku 400 mg. W zarażeniach węgorkiem jelitowym lub w tasiemczycach stosuje się tę dawkę trzykrotnie przez 3 kolejne dni. W przypadku braku efektu po 3 tygodniach można leczenie powtórzyć. Lek nie wymaga jednoczesnego stosowania środków przeczyszczających ani diety.
W giardiozie typowo podaje się w jednorazowej dawce 400 mg/dobę przez 5 dni.
Dawkowanie u dzieci
W wągrzycy stosuje się 15 mg/kg masy ciała/dobę (maksymalnie 800 mg) w dwóch dawkach podzielonych, przez 8-28 dni; w torbieli bąblowca – do 4 kuracji po 30 dni; w inwazji nicieni jelitowych – jedna dawka 400 mg (można powtórzyć).
W giardiozie typowo podaje się 15 mg/kg masy ciała/dobę (nie więcej niż 400 mg/dobę) przez 5–7 dni.